# Östlicher Ochsenhofer Kopf
Der Östliche Ochsenhofer Kopf ist ein 1959 m ü. A. hoher Nebengipfel des Lüchlekopfs in den Allgäuer Alpen im österreichischen Bundesland Vorarlberg.

## Lage und Umgebung
Die in der Untergruppe 	Nordwestliche Walsertaler Berge gelegene Kuppe erhebt sich aus dem Bergkamm, der vom Walmendinger Horn (1990 m) nach Westen zum Grünhorn (2039 m) zieht. Der direkte Bergnachbar im Westen ist der durch die Litzescharte (1875 m) getrennte Westliche Ochsenhofer Kopf (1950 m), mit dem zusammen er die Ochsenhofer Köpfe bildet. Im Osten befindet sich der Lüchlekopf (1989 m), mit dem er über seine Bezugsscharte verbunden ist. Im Norden befindet sich das Schwarzwassertal und am Fuß der Südflanke fließt der Turabach zur Breitach hin.
Die Gemarkung, auf der sich der Östliche Ochsenhofer Kopf befindet, ist Mittelberg, das etwas mehr als dreieinhalb Kilometer östlich liegt. Südöstlich des Berges liegt noch die Ortschaft Baad.

## Namensherkunft
Erwähnt werden die Ochsenhofer Köpfe erstmals 1783 in Blasius Huebers Vorarlbergkarte: Ochsenhöfer Kopf. Auch in der Schmitt’schen Karte wird 1797 ein Ochsen Kopf vermerkt. Die Benennung erfolgte nach der Alpe Ochsenhof an den Nordflanken der Berge, die in Melkochsenalpe und Galtochsenalpe unterteilt ist. In einer Militärkarte von 1818 wird für den Ostgipfel auch Stierhofer K. verwendet.

## Besteigung
Als Stützpunkte für die Besteigung des Östlichen Ochsenhofer Kopfs dienen die Schwarzwasserhütte (1620 m) und die Walmendingerhornbahn. 

## Sommer
Normalerweise wird der Gipfel bei der Überschreitung des Bergkamms betreten. Auf kleinem Steig geht es von der Muttelbergscharte mit Trittsicherheit über den Lüchlekopf und die Einschartung dazwischen zum Gipfel. Eine weitere Zugangsmöglichkeit ist von der Schwarzwasserhütte über die Ochsenhofer Scharte (1850 m), den Westlichen Ochsenhofer Kopf und die Litzescharte zum Gipfel.

## Winter
Auch im Winter kann der Östliche Ochsenhofer Kopf im Rahmen einer Skitour bestiegen werden. Die Route führt dabei über die Melkochsenalpe und die Litzescharte.

## Galerie

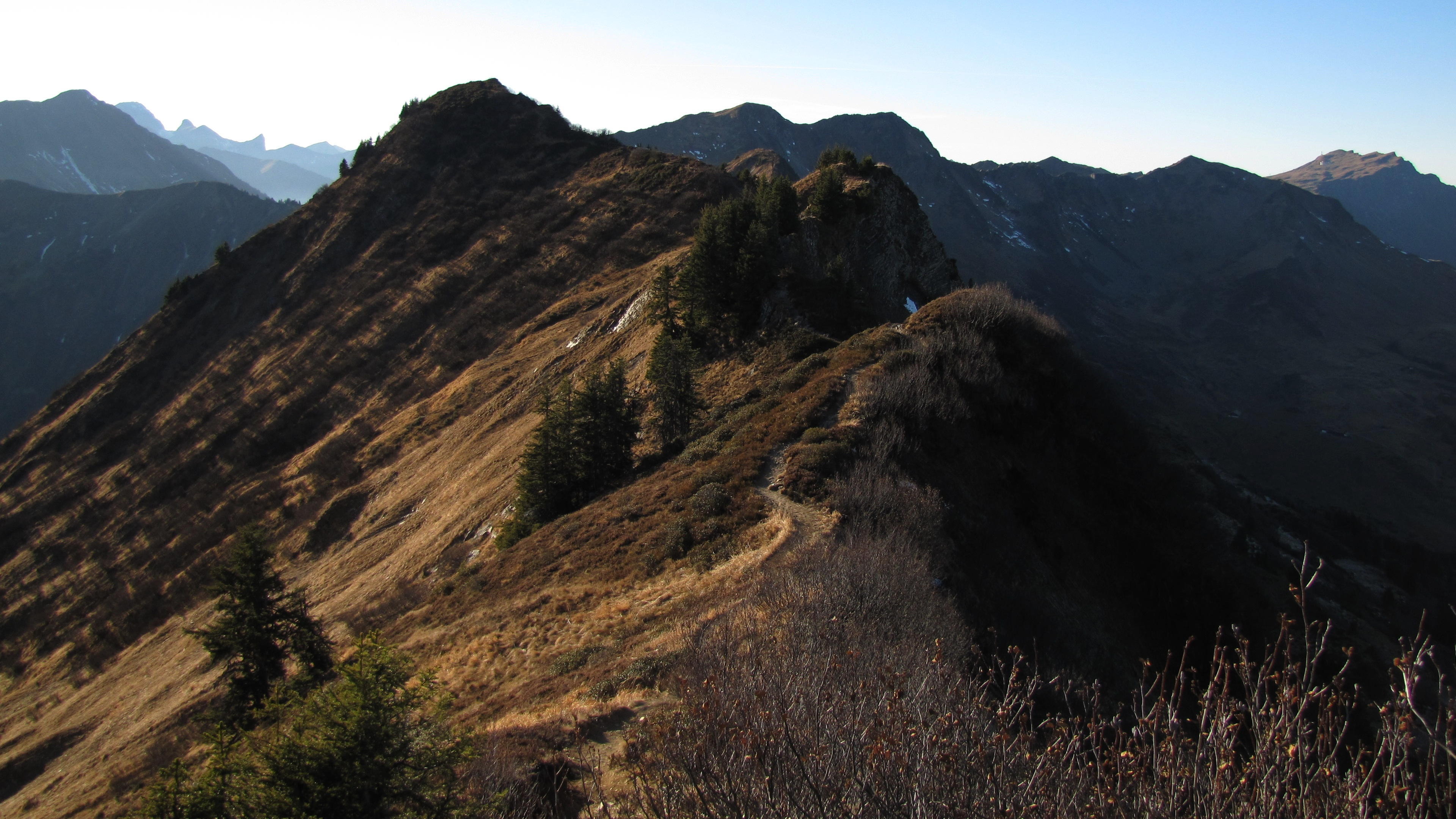
Aus Osten
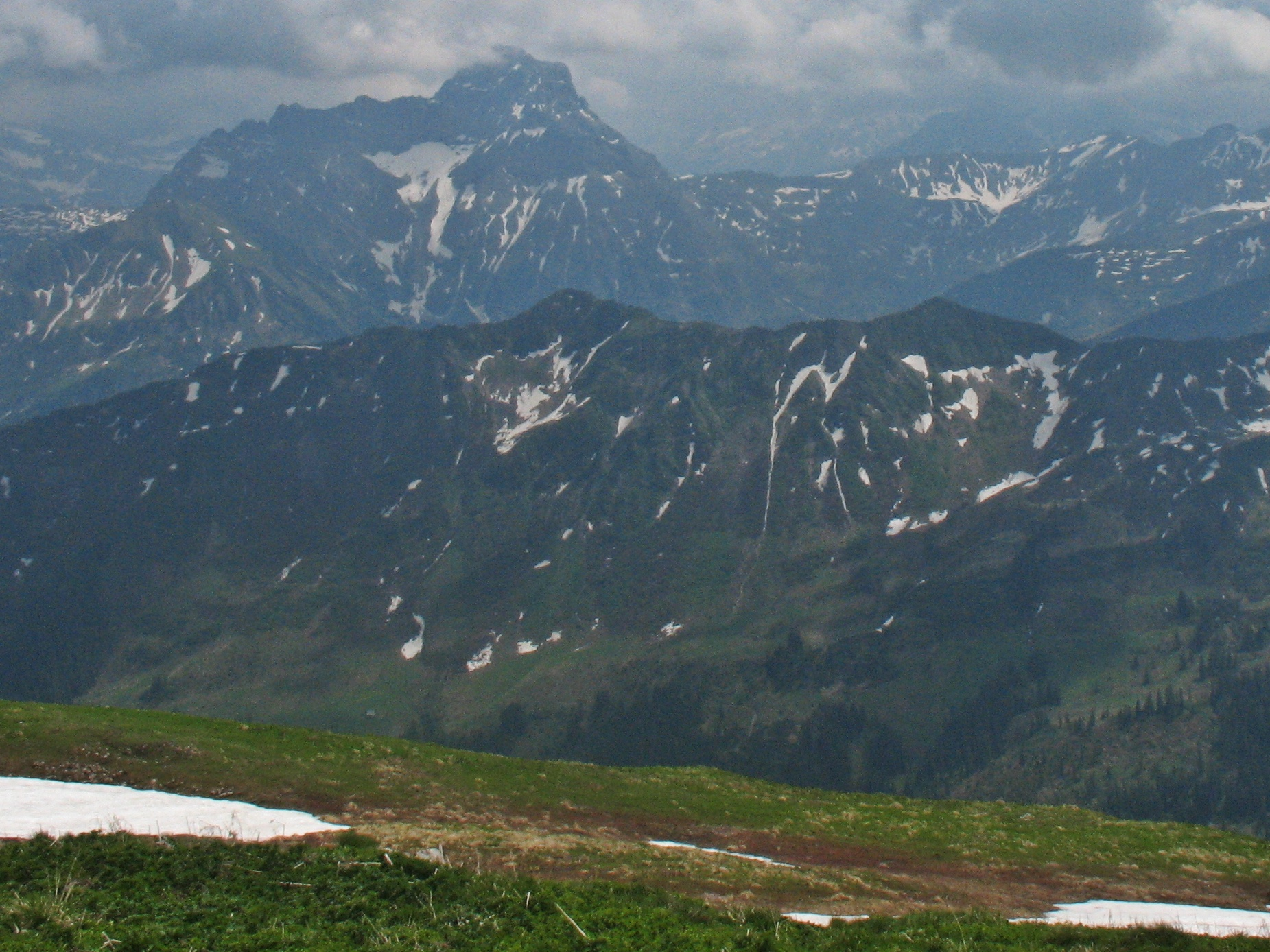
Nordseite vom Hohen Ifen
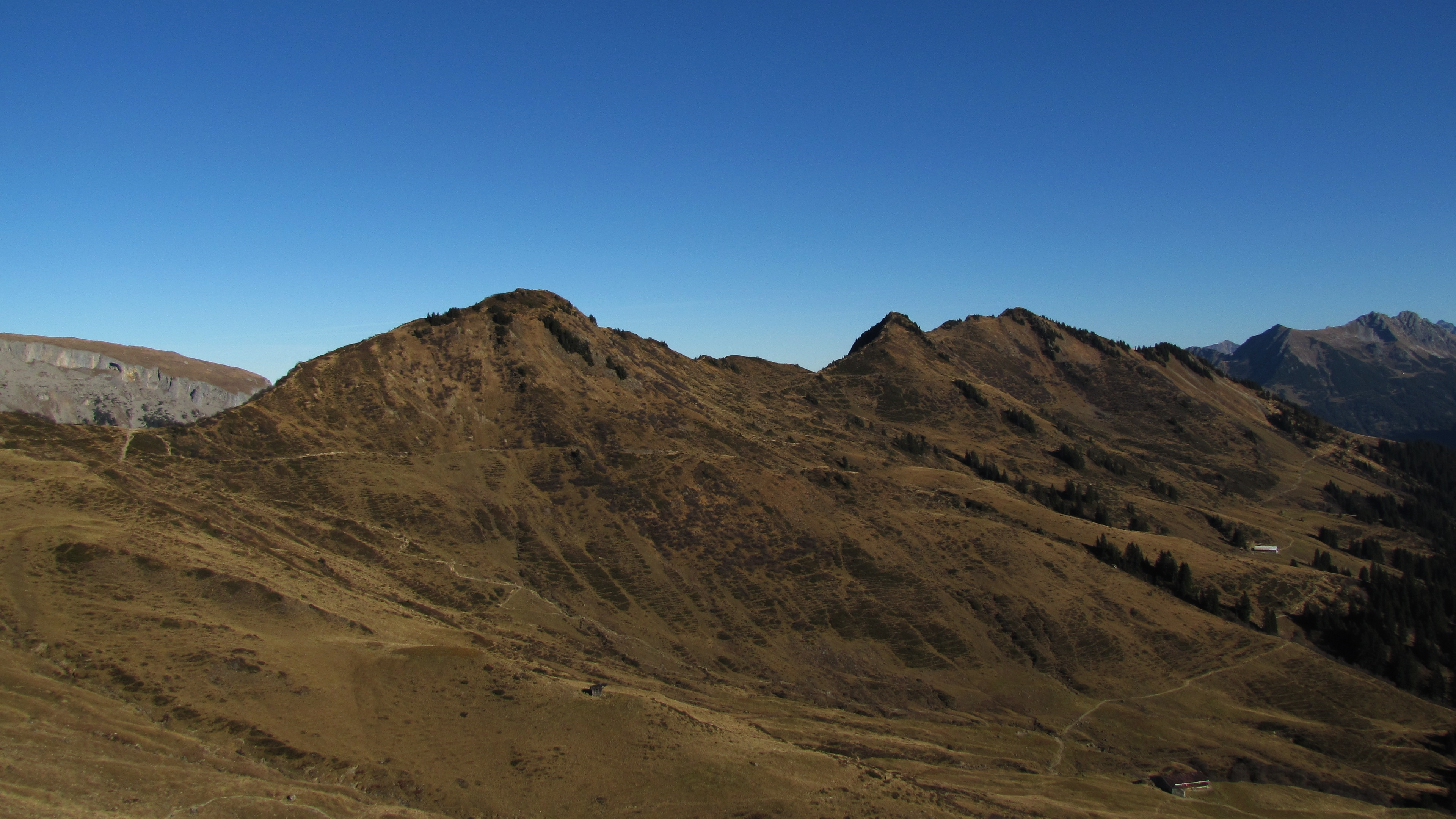
Südflanke